# Pueblo de San Felipe
Pueblo de San Felipe (también, San Felipe Pueblo) es una localidad (en inglés, census-designated place, CDP) ubicada en el condado de Sandoval, Nuevo México, Estados Unidos. Según el censo de 2020, tiene una población de 2542 habitantes.Forma parte del área metropolitana de Albuquerque.
La población fue fundada en 1706, en una zona habitada por amerindios de etnia pueblo, que habla un dialecto oriental de las lenguas keresanas.
Pueblo celebra la fiesta anual de San Felipe el 1 de mayo, cuando cientos de personas participan en bailes tradicionales del maíz. 

## Geografía
La localidad está ubicada en las coordenadas 35°26′18″N 106°24′48″O / 35.43833, -106.41333. Según la Oficina del Censo de los Estados Unidos, tiene una superficie total de 31.77 km², de los cuales 31.04 km² corresponden a tierra firme y 0.73 km² están cubiertos de agua.

## Demografía
Según el censo de 2020, hay 2 542 personas residiendo en la localidad. La densidad de población es de 81.89 hab./km². El 98.54% de los habitantes son amerindios, el 0.31% son blancos, el 0.08% son afroamericanos, el 0.08% son asiáticos, el 0.20% se identifican con otras razas y el 0.79% son de una mezcla de razas. Del total de la población, el 1.42% son hispanos o latinos de cualquier raza.
Según dicho censo, había 368 hogares, de los cuales el 45,1% tenían hijos menores de 18 años que vivían con ellos, el 34,8% eran parejas casadas que vivían juntas, el 38,9% tenían una cabeza de familia sin marido presente y el 7,1% no eran familias. El 5,4% de todos los hogares estaban formados por personas individuales y el 0,5% tenía a alguien que vivía solo y tenía 65 años o más. El tamaño medio del hogar era de 5,65 personas y el tamaño medio de la familia era de 5,60 miembros.
Por edades, la población se repartía del siguiente modo: el 37,7% eran menores de 18 años, el 12,0% tenían entre 18 y 24 años, 31,3% tenían de 25 a 44 años, el 14,7% estaba comprendido entre los 45 y los 64 años, y el 4,3% tenían 65 años o más. La edad media era de 25 años y por cada 100 mujeres había 102,7 hombres. Por cada 100 mujeres de 18 años y más, había 96,2 hombres.
El ingreso medio de un hogar era de 29 800 dólares y el ingreso medio de una familia era de 28 264 dólares. Los hombres tenían un ingreso medio de 17 162 dólares frente a los 16 771 dólares de las mujeres. El ingreso per cápita era de 6 225 dólares. Alrededor del 34,3% de las familias y el 38,2% de la población estaban por debajo del umbral de pobreza, incluido el 49,1% de los menores de 18 años y el 42,1% de los mayores de 65 años.